# Erardo II di Brienne
Erardo II di Brienne (1130 circa – Acri, 8 febbraio 1191) fu conte di Brienne dal 1161 al 1191 e uno dei comandanti francesi durante la terza crociata.

## Biografia
Era figlio di Gualtieri II, conte di Brienne, e di Adele di Soissons. Nel corso dell'assedio di San Giovanni d'Acri vide morire suo fratello Andrea di Brienne (4 ottobre 1189), prima di perdere la vita lui stesso poco più di un anno più tardi.
Prima del 1166 aveva sposato Agnese di Montfaucon († dopo il 1186), figlia di Amadeo II di Montfaucon e di Beatrice di Grandson-Joinville. Ebbero questi figli:
- Gualtieri (1166 circa - 1205), conte di Brienne e pretendente al Regno di Sicilia, avendo sposato Albinia, la figlia di re Tancredi di Sicilia;
- Guglielmo (m. 1199) signore di Pacy-sur-Armançon, sposò Eustachia di Courtenay, figlia di Pietro I di Courtenay;
- Andrea (m. post 1181);
- Giovanni (1170 - 1237), re di Gerusalemme (1210-1225), poi imperatore di Costantinopoli (1231-1237).
- Ida che sposò Arnoul di Reynel, signore di Pierrefitte.